# Neelus tristani
Neelus tristani är en urinsektsart som först beskrevs av Denis 1933.  Neelus tristani ingår i släktet Neelus och familjen dvärghoppstjärtar. Inga underarter finns listade i Catalogue of Life.